# Amaro Pargo
Amaro Rodríguez Felipe y Tejera Machado (n. 3 mai 1678 - d. 4 octombrie 1747), denumit și Amaro Pargo, a fost un corsar și comerciant spaniol. El a fost unul dintre cei mai faimoși corsari din Epoca de aur a pirateriei.

## Biografie
Amaro Pargo s-a născut în San Cristóbal de La Laguna, pe insula Tenerife (Insulele Canare). Era fiul lui Juan Rodríguez Felipe și Beatriz Tejera Machado. El a avut șapte frați.
Tinerețea lui a fost influențată de prezența și de creșterea pirateriei în Insulele Canare. Amaro Pargo a devenit un corsar temut de unii și admirat de alții. În calele navelor sale a transportat sclavi pentru a fi folosiți în plantațiile din Caraibe. A avut o mare avere. Influențat de prietenia sa cu călugărița María de León Bello y Delgado (Sor Maria de Jesús), a început efectuarea unor lucrări de caritate și a avut un interes special în combaterea sărăciei. Amaro Pargo a asistat la multe minuni săvârșite de această călugăriță.

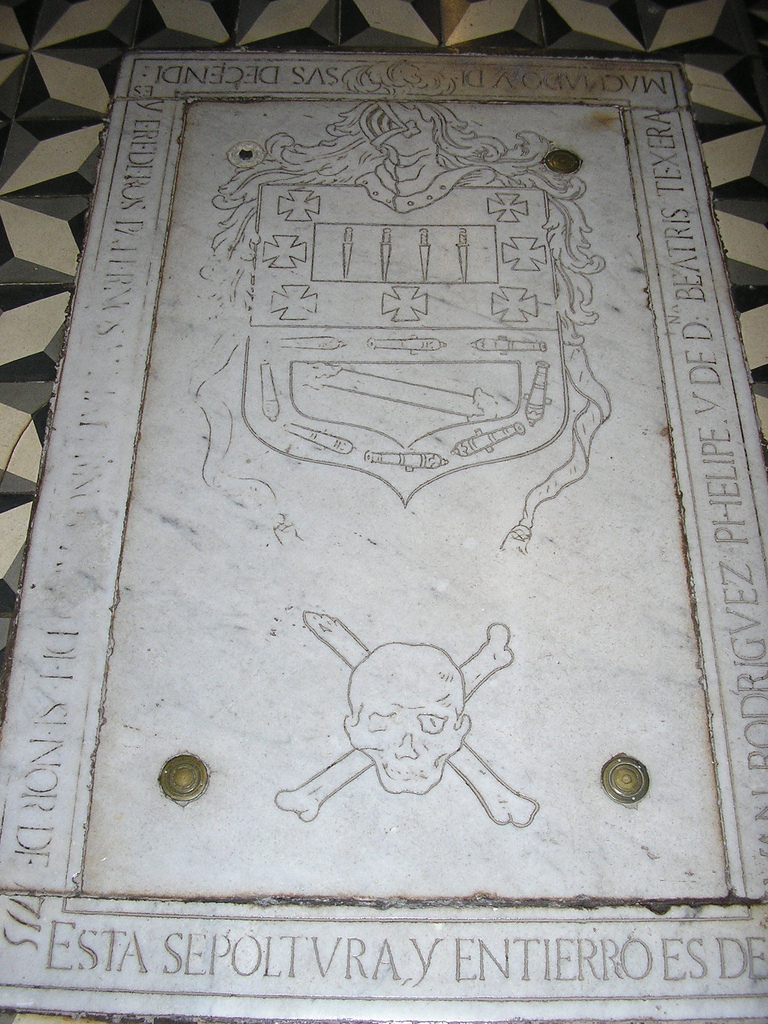
Mormântul lui Amaro Pargo

În timpul carierei sale de pirat, Edward Teach („Barbă-Neagră”) a luptat cu Amaro Pargo. Înainte de a muri, Amaro Pargo a fost declarat Hidalgo (nobil) la Madrid. El a murit la 4 octombrie 1747 în San Cristóbal de La Laguna. A fost înmormântat în mănăstirea San Domingo din La Laguna. În timpul său, Amaro Pargo a fost considerat un erou național spaniol, din cauza luptelor sale extraordinare. El a avut, de asemenea, aceeași reputație și popularitate ca altor vestiți pirați din acea perioadă, cum ar fi Barbă-Neagră sau Francis Drake.

## Exhumare
În noiembrie 2013, exhumarea rămășițelor sale a fost realizată de o echipă de arheologi și experți medico-legali de la Universitatea Autonomă din Madrid, în scopul de a se efectua un studiu aprofundat, inclusiv testarea ADN-ului și reconstituirea feței acestuia. A fost realizat și un bust de bronz în orașul său natal.
Exhumarea a fost finanțată de către compania franceză de jocuri video Ubisoft, interesată în realizarea celei de-a patra serii «Assassin's Creed IV: Black Flag», în ideea de a-l transforma pe Amaro Pargo în unul dintre personajele principale ale jocului.